# B-Fighter
Juukou B-Fighter (重甲ビーファイター, Jūkō Bī Faitā, Beetle Fighter, traduzido como Besouro Lutador de Armadura Blindada) é uma série de televisão do gênero tokusatsu pertencente à franquia dos Metal Heroes. Produzida pela Toei Company, foi exibida originalmente entre 5 de fevereiro de 1995 e 25 de fevereiro de 1996 pela TV Asahi alcançando um total de 53 episódios. Posteriormente, foi adaptada para o público americano, pela produtora norte-americana Saban Entertainment como a série Big Bad Beetleborgs.

## História
Kai Takuiya era um estudioso de insetos da Earth Academia e ao perceber que todos os insetos do mundo começam a se comportar de forma estranha, decide investigar o que está ocorrendo partindo em uma expedição. Nessa jornada, ele encontra o inseto ancião Guru em uma caverna e este lhe diz que os insetos entraram em alerta devido à sua percepção de uma ameaça. Invasores de uma outra dimensão estariam prestes a chegar à Terra e os insetos lutarão para protegê-la. Takuiya se compromete a avisar os humanos e garante que eles também lutarão. Na Earth Academia, Takuiya avisa ao Professor Mukai e o ajuda a construir 3 protótipos de armaduras de combate para lutar contra tal ameaça.
Quando as armaduras estavam para serem concluídas, Guru surge no laboratório e envia 3 insetos para que fundam suas energias vitais com as armaduras. Guru ainda diz aos insetos para que escolham os guerreiros para lutar contra a ameaça, o Império Jamahl, o qual já havia chegado à Terra. Assim, Takuiya é escolhido por um dos B-Commanders e os outros dois voam para as mãos dos jovens Daisaku e Rei, que haviam sido capturados por Jamahl ao tentar salvar uma garota. Os 3 agora podem se tornar os B-Fighters e lutar contra as forças de Jamahl que pretendem dominar a Terra.

## Personagens

### B-Fighters
- Takuya Kai/Blue Beet: Um estudante da Earth Academia especializado em insetos. Tem 23 anos e utiliza a armadura Blue Beet, a qual foi energizada pelo inseto kabutomushi. A partir do episódio 35 recebe do filho de Guru a arma lendária, o Beet Ingram e passa a evoluir de forma, tornando-se Super Blue Beet. A partir de seu sangue, foi construído o pior inimigo dos B-Fighter, o Black Beet.
- Daisaku Katagiri/G-Stag (Green Stag):  Um estudante da Earth Academia especializado em árvores e plantas, que tem grande amor pela natureza. Tem 23 anos e utiliza a armadura G-Stag, a qual foi energizada pelo inseto kuwagata-mushi, sendo a mais poderosa fisicamente.
- Rei Hayama/Reddle I (Episódios 1-22): Uma instrutora de animais marinhos da Earth Academia. Tem 22 anos e utiliza a armadura Reddle, a qual foi energizada pelo inseto kabutomushi fêmea, sendo a mais ágil da equipe. Deixa a equipe para partir para a filial da Earth Academia na América do Sul e prosseguir suas pesquisas sobre a vida animal e ajudando a protegê-los.
- Mai Takatori/Reddle II (Episódios 22-53): Uma jovem e carinhosa garota de 19 anos que foi escolhida pelo Pulsabre para ser a sucessora de Rei.

### Aliados
- Professor de zoologia  Kenzou Mukai : Cientista e criador das armaduras e amigo de Takuiya. É um homem de idade que se dedica a manter a paz e a justiça, tendo até mesmo deixado Sayuri, seu grande amor, por conta de suas metas .
- Inseto Ancestral Guru: O mais velho representante da tribo dos insetos, assemelhando-se a um besouro gigante de cor marrom. Ele foi o responsável por enviar o poder dos insetos às armaduras construídas pelo Professor Mukai, permitindo que elas ganhassem vida. Guru é guardião de um grande poder místico.  Mentor dos B - Fighter .
- Kabuto: Filho de Guru que se viu obrigado a deixá-lo há centenas de anos para cumprir sua missão de viajar através das dimensões a fim de combater o mal. Ele retorna à Terra e trás consigo a lendária arma Beet ingram, a qual entrega aos B-Fighters.
- Saint Papilia: Uma lendária "borboleta da vida", a qual pode garantir àquele que a possuir a imortalidade. Sua missão é surgir nos mundos que sofreram com destruição de suas formas de vida, revivendo o mundo e dando-lhe uma nova vida. Conta a lenda que Saint Papilia já apareceu na Terra, logo após a Era Glacial, e reviveu toda a vida que havia se perdido naquele período. Torna-se alvo de Gaohm e Black Beet que esperam obter a vida eterna.

## Arsenal

### Equipamentos
- B-Commanders: Dispositivos comunicadores e de transformação dos B-Fighters. Têm a forma do inseto que lhes deu o poder. Para se transformar eles falam Juukou, as asas do dispositivo se abrem e a armadura se materializa no corpo.

### Armas
- Input Magnum: Pistola com um teclado numérico do lado. O tipo de munição a ser utilizada pela arma, depende do número digitado no teclado, podendo ser desde "Sinalização", "Modo Congelante" até o "Modo Beam", onde os disparos são mortais.
- PulSabre: Pequena espada de lâmina dourada adicionada ao arsenal dos B-Fighters (episódio 22) e que pode ser combinada com o Input Magnum.
- Stinger Weapons
  - Stinger Blade: Uma espada acoplada ao braço com a base que a permite girar, com a qual ele aplica o golpe Beetle Break.
  - Stinger Drill: Nova arma ganha no decorrer da série consistindo de uma broca gigante que possui duas partes que giram em sentidos opostos, com a qual passa a realizar o ataque Strike Blast.
  - Stinger Claw: Uma garra no formato do ferrão do seu inseto protetor, com a qual ele aplica o golpe Raging Slash. Ele pode ainda desconectar as garras e usá-las como bumerangue, o Stinger Boomerang.
  - Stinger Plasmar: Várias fontes emissoras de laser juntas, com o qual ela aplica o golpe Tornado Spark. Pode ainda capturar o inimigo em cordas de energia e brincar com ele como quiser pelo ar.
- Beet Ingram: Lendária arma entregue a Blue Beet por Kabuto, filho de Guru, da qual se diz que apenas um grande herói poderia usar. Com a chegada dela o arsenal dos B-Fighters se torna mais potente e Blue Beet consegue combiná-la com o Pulsabre para criar o Beet Ingram Final Mode. Munido desse arsenal Blue Beet consegue evoluir para a forma Super Blue Beet e realizar o mais potente ataque, Super Final Blow.

### Veículos
- Mega Beet Formation
  - Beetluder: Beet machine do Blue Beet.
  - Stagger Tank: Beet machine do G-Stag.
  - Red Gyro: Beet machine da Reddle.
  - Mega Heracles: Máquina de combate gigante usada pelos B-Fighters em dois modos.
    - Jet Heracles
    - Land Heracles

## Império Jamahl
Seres vindos de outra dimensão, pretendiam dominar a Terra a partir de seu castelo.
- Imperador Gaohm (1-50): Líder do Império Jamahl que buscava a imortalidade através do poder de Saint Papilia.
- General Gigaro (1-47): Comandante da Gouseijuu Gundan, o esquadrão de monstros humanóides com partes animais de Jamahl.
- General Jera (1-50): Era a comandante do Youhei Gundan, o esquadrão de guerreiros mercenários convocados por Jamahl.
- General Schwartz (1-48): Comandante do Sentou Meka Gundan, o esquadrão de guerreiros robóticos de Jamahl.
- Shadow/Black Beet (19-51): Clone maligno feito a partir do sangue de Takuiya e com a armadura energizada pelo inseto kamikirimushi sob o controle de Jamahl. Sua identidade humana recebeu o nome de Shadow e ele usa o Black Commander para se transformar, pronunciando Jakou. Por ser um clone, ele não poderia sobreviver por muito tempo, o que o fez entrar em conflito com Jamahl e passar a buscar uma forma de permanecer vivo, disputando Saint Papilia com Gaohm.
- Feiticeira dos Inseto Jagul (19, 52-53): Responsável por mandar o kamikirimushi para obter o sangue de Takuiya e assim criar o Black Beet.
- Jamar: Soldados de rosto que obedeciam a Gaohm e eram enviados para atrapalhar os heróis. Gaohm possuía seus solddos de elite que eram mais poderosos que o normal.

### Tropa de Mercenários (Youhei Gundan)
Composta por guerreiros mercenários de diversas dimensões que se juntavam a Jamahl por vários motivos. Liderados por Jera.
- Saberiza (1)
- Zaiking (6)
- Bardas (8)
- Baala (10)
- Iluba (16)
- Gorgodal (23)
- Deathgodian (28)
- Sinbad (30)
- Night Biker (33)
- Hidra (49)
- Drago (filme)

### Tropa de Monstros (Gouseijuu Gundan)
Composta por monstros humanóides criados baseados em animais e outros seres. Liderados por Gigaro.
- Snakeznake (2)
- Bagma Virus (5)
- Gari-Rat (9)
- Sloth-eruge (11)
- Bububu (15)
- Kamazakiller (21)
- Shrimpcrabya (26)
- Maskuder (31)
- The Moja
- Gagamoth (36)
- Rasbelga (28)
- HellsGyra (filme)

### Tropa Robô (Sentou Meka Gundan)
Composta por guerreiros robóticos criados por Jamahl. Liderados por Schwartz.
- Hammer Kong (3)
- Death Launcher (4)
- Camerio (7)
- Rage-Bomber (11, 27)
- Kagamirror (13)
- Dangar (25)

### Outros Inimigos
- Death Mult (17, 31)
- Babanba (32)
- Nero (37)
- Faigar (39)
- Macho Number-5 (41)
- Giga-Moonhalo (42)

## Músicas
Abertura
- "Juukou B-Fighter" (重甲ビーファイター, Jūkō Bī Faitā)
- Letra: Yoko Aki
- Composição: Ryudo Uzaki
- Arranjo: Katsunori Ishida
- Artista: Shinichi Ishihara

Encerramento
- "Chikyuu Koko" (地球孝行)
- Letra: Yoko Aki
- Composição: Ryudo Uzaki
- Arranjo: Katsunori Ishida
- Artista: Shinichi Ishihara